# Upper Kalskag
Upper Kalskag – miasto w Stanach Zjednoczonych, w stanie Alaska, w okręgu Bethel.